# Perrinton
Perrinton es una villa ubicada en el condado de Gratiot en el estado estadounidense de Míchigan. En el Censo de 2010 tenía una población de 406 habitantes y una densidad poblacional de 244,93 personas por km².

## Geografía
Perrinton se encuentra ubicada en las coordenadas 43°10′51″N 84°40′48″O / 43.18083, -84.68000. Según la Oficina del Censo de los Estados Unidos, Perrinton tiene una superficie total de 1.66 km², de la cual 1.64 km² corresponden a tierra firme y (1.25%) 0.02 km² es agua.

## Demografía
Según el censo de 2010, había 406 personas residiendo en Perrinton. La densidad de población era de 244,93 hab./km². De los 406 habitantes, Perrinton estaba compuesto por el 95.57% blancos, el 0.25% eran afroamericanos, el 0% eran amerindios, el 0.25% eran asiáticos, el 0% eran isleños del Pacífico, el 2.46% eran de otras razas y el 1.48% pertenecían a dos o más razas. Del total de la población el 3.2% eran hispanos o latinos de cualquier raza.